# Berberis rigidifolia
Berberis rigidifolia är en berberisväxtart som beskrevs av Carl Sigismund Kunth. Berberis rigidifolia ingår i släktet berberisar, och familjen berberisväxter. Inga underarter finns listade i Catalogue of Life.